# Moment cinetic (mecanică cuantică)
În mecanica cuantică, un moment cinetic poate fi un moment cinetic orbital (legat de poziția și impulsul sistemului), un moment cinetic de spin (intrinsec sistemului), sau poate fi rezultatul compunerii a două sau mai multe momente cinetice oarecare. Proprietățile generale ale momentului cinetic sunt totodată criterii importante pentru clasificarea stărilor sistemelor atomice și subatomice.

## Operatorul moment cinetic
Momentul cinetic este o mărime de tip vector axial. În mecanica cuantică acestei observabile i se asociază un operator hermitic {\displaystyle \mathbf {J} ,} de componente carteziene {\displaystyle \left(J_{1},J_{2},J_{3}\right).} Se postulează că aceste componente satisfac relațiile de comutare
{\displaystyle [J_{1},J_{2}]=i\hbar J_{3}\,,\,[J_{2},J_{3}]=i\hbar J_{1}\,,\,[J_{3},J_{1}]=i\hbar J_{2}\,,}
care extind proprietățile momentului cinetic orbital la un moment cinetic oarecare. Pătratul momentului cinetic
{\displaystyle \mathbf {J} ^{2}=J_{1}^{2}+J_{2}^{2}+J_{3}^{2}}
comută cu fiecare din componente:
{\displaystyle [\mathbf {J} ^{2},J_{1}]=0\,,\,[\mathbf {J} ^{2},J_{2}]=0\,,\,[\mathbf {J} ^{2},J_{3}]=0\,.}
Din aceste relații rezultă că două componente diferite ale momentului cinetic nu pot avea simultan valori bine determinate, dar pătratul momentului cinetic și una oarecare dintre componente admit un sistem complet comun de vectori proprii.

## Valori proprii
Pe baza acestor proprietăți ale momentului cinetic se deduc următoarele rezultate fundamentale privitoare la spectrul operatorilor {\displaystyle \mathbf {J} ^{2}} și {\displaystyle J_{3}:} 
Singurele valori proprii posibile ale operatorului {\displaystyle \mathbf {J} ^{2}} sunt de forma {\displaystyle j\left(j+1\right)\hbar ^{2}\,,} unde {\displaystyle j\,} e un număr întreg sau semiîntreg nenegativ:
{\displaystyle j=0,\,{\frac {1}{2}},\,1,\,{\frac {3}{2}},\,2,\,...}
Singurele valori proprii posibile ale operatorului {\displaystyle J_{3}} sunt de forma {\displaystyle m\hbar \,,} unde {\displaystyle m\,} e un număr întreg sau semiîntreg (pozitiv, negativ sau zero):
{\displaystyle m=0,\,\pm {\frac {1}{2}},\,\pm 1,\,\pm {\frac {3}{2}},\,\pm 2,\,...}
Dacă {\displaystyle |jm\rangle \,} este un vector propriu comun al operatorilor {\displaystyle \mathbf {J} ^{2}} și {\displaystyle J_{3}}, adică
{\displaystyle \mathbf {J} ^{2}|jm\rangle =j\left(j+1\right)\hbar ^{2}|jm\rangle \,,\quad J_{3}|jm\rangle =m\hbar |jm\rangle \,,}
atunci singurele valori posibile ale lui {\displaystyle m\,} sunt cele {\displaystyle \left(2j+1\right)} numere (toate întregi sau toate semiîntregi)
{\displaystyle -j,\,-j+1,\,...,j-1,\,j\,.}

## Vectori proprii
Operatorii
{\displaystyle J_{+}=J_{1}+iJ_{2},\quad J_{-}=J_{1}-iJ_{2}}
care nu sunt hermitici, ci sunt unul adjunctul hermitic al celuilalt, au proprietatea că, aplicați unui vector propriu {\displaystyle |jm\rangle ,} se obține tot un vector propriu al momentului cinetic, cu același {\displaystyle j,} dar cu o valoare a lui {\displaystyle m\,} crescută, respectiv coborâtă, cu o unitate. Acțiunea acestor operatori de scară (sau de creștere, respectiv de coborâre) este:
{\displaystyle J_{+}|j,m\rangle =\hbar {\sqrt {j(j+1)-m(m+1)}}|j,m+1\rangle \,,\quad J_{+}|j,j\rangle =0\,;}
{\displaystyle J_{-}|j,m\rangle =\hbar {\sqrt {j(j+1)-m(m-1)}}|j,m-1\rangle \,,\quad J_{-}|j,-j\rangle =0\,.}
Astfel, pornind de la un vector de moment cinetic determinat {\displaystyle |jm\rangle } oarecare, prin aplicarea repetată a operatorilor de scară se pot construi toți cei {\displaystyle \left(2j+1\right)} vectori proprii corespunzători valorii proprii {\displaystyle j.}